# José Antonio Huerta
José Antonio Huerta (Arandas, Jalisco, México, 8 de septiembre de 1974) es un exfutbolista mexicano. Se desempeñaba como defensa central o lateral derecho en el Tecos de la UAG de la Liga MX de México; jugó toda su carrera en el Club Universitario desde su debut en el Verano 99 hasta el Clausura 2008 en el cual se retiró.

## Trayectoria
Huerta debutó con los Tecos de la UAG un 26 de marzo de 1999 en un partido correspondiente a la fecha 11 del Verano 1999, Carlos Reinoso lo debutó al mandarlo a la cancha al min 65 por el delantero serbio Zdenko Muf partido en el que terminó ganando su equipo al Atlante, lastimosamente solo vería actividad en ese cotejo durante todo el torneo, al igual que al siguiente torneo.
Para el Verano 2000 ya con Rafael Puente como Director Técnico logra afianzarse un puesto dentro del cuadro titular siendo su mejor campaña desde su debut. En el Verano 2001 participa en 17 encuentros, 12 de ellos como titular y ya se consolida como un jugador importante en el sistema de los Teocolotes, es un defensor de buena marca y que puede jugar de central o lateral con la capacidad de ir al frente así logra hacerse uno de los referentes en la zaga universitaria durante las siguientes campañas siendo unos de los pocos futbolistas nacidos en la cantera tecolote que lograba afianzarse en el primer equipo Estudiantil. Jugó la final por el título de Liga en el Clausura 2005 bajo la dirección de Daniel Guzmán logrando el subcampeonato frente al América. El último torneo que disputó fue el Clausura 2008 pues tras la llegada en el Torneo de Apertura de Miguel Herrera al equipo estudiantil ya no volvió a ser tomado en cuenta en el primer equipo obligado al retiro.

## Estadísticas

### Clubes
| Club            | País   | Año       |
| --------------- | ------ | --------- |
| Tecos de la UAG | México | 1999.2008 |

- Datos: Q18418909